# 本堂杏虎
本堂 杏虎（ほんどう あとら、1998年11月9日 - ）は、ジャパンラグビーリーグワン埼玉パナソニックワイルドナイツに所属するラグビー選手。

## プロフィール
- 埼玉県出身。
- ポジションはスクラムハーフ(SH)。
- 身長 173 cm、体重 82 kg
- 姉の杏実は2018年平昌パラリンピック出場のスキーヤー[1]。
- U20日本代表に選ばれたことがある[2]。

## 略歴
2017年、國學院栃木高校卒業後、日本体育大学に入る。
2021年、日本体育大学卒業後、パナソニック ワイルドナイツ(現・埼玉パナソニックワイルドナイツ)に加入。
2025年6月上旬からオーストラリア・キャンベラに留学。